# Ô Mã Nhi
Ô Mã Nhi (tiếng Ả Rập: عمر, Omar) là một viên tướng Nguyên Mông trong cuộc chiến tranh giữa nhà Nguyên và Đại Việt.

## Thân thế
Ô Mã Nhi là người Semu, con trai của tổng đốc Vân Nam Nasr al-Din, là cháu của Sayyid Ajjal Shams al-Din Omar, quan tổng đốc Vân Nam đầu tiên của nhà Nguyên. Shams Al-Din vốn xuất thân từ Bukhara, đế quốc Khwarezm (ngày nay là Uzbekistan). Khi quân đội Mông Cổ tấn công đánh bại Sultan Ala ad-Din Muhammad II, gia đình Sayyid Ajal Shams al-Din Omar đã chủ động đầu hàng.
Theo nhà truyền giáo Marshall Broomhall thì Shams Al-Din chính là hậu duệ đời thứ 27 của nhà tiên tri Mohammad của Hồi Giáo. Ông ta đã phục vụ triều đình Nguyên Mông tại Đại Đô (Bắc Kinh ngày nay) trước khi được chỉ định nhậm chức Tổng đốc Vân Nam sau khi quân Mông Cổ thôn tính thành công nước Đại Lý. Nếu tính luôn người em trai Husayn kế vị sau khi Nasr al-Din bị xử tử vì tội tham ô, thì dòng họ của Ô Mã Nhi ba đời làm đến tổng đốc. Có thể nói là dòng dõi quý tộc danh giá của đế quốc Nguyên Mông.

## Binh nghiệp
Ô Mã Nhi còn có biệt hiệu là "Baghatur", nên còn được gọi là Ô Mã Nhi Bạt Đô hay Omar Baghatur. "Baghatur" nghĩa là "mạnh mẽ" hay "dũng sĩ" trong tiếng Mông Cổ, nghĩa bóng là anh hùng hay chiến binh gan dạ, thiện chiến. Đặc sứ Giáo hoàng Giovanni da Pian del Carpine đã so sánh danh hiệu Bạt Đô tương đương với các hiệp sĩ châu Âu.
Năm Chí Nguyên thứ 13 (1276), Ô Mã Nhi theo A Truật tấn công Nam Tống, được lệnh trấn thủ Thái Châu. Đến năm Chí Nguyên thứ 15 (1278), ông cùng Trương Hoằng Phạm tấn công tướng Tống là Trương Thế Kiệt. Đến năm Chí Nguyên thứ 21 (1284), Ô Mã Nhi cùng Hốt Đô Hổ dẫn quân đánh Chiêm Thành (nay thuộc miền Trung và Nam Trung Bộ Việt Nam), khiến vua Chiêm Thành phải dâng thư xin đầu hàng. Tháng Năm, Hốt Tất Liệt cử Hốt Đô Hổ, Ô Mã Nhi, Lưu Vạn Hộ và nhiều tướng khác đem hai vạn quân từ Dương Châu đến An Nam hỗ trợ Toa Đô, nhưng gặp bão nên quân đội tan tác. Do vậy, Nguyên Thế Tổ đã thu hồi sắc phong và phù hiệu của Ô Mã Nhi cùng các tướng khác, và cử Hà Tây Bột Lỗ Hợp Đáp Nhi thay thế, dưới quyền chỉ huy của A Lý Hải Nha.
Năm Chí Nguyên thứ 22 (1285), Ô Mã Nhi tham gia đoàn quân Nguyên Mông viễn chinh Đại Việt, đánh bại Trần Hưng Đạo, tiến quân đến phía bắc sông Phú Lương. Trần Nhật Duật đích thân đem hơn nghìn chiến thuyền kháng cự, nhưng bị Ô Mã Nhi đánh bại và phải lui về cố thủ. Ô Mã Nhi rút quân đóng trại phía bắc sông Phú Lương, cùng Toa Đô, Tang Cổ Đới, và các cánh quân khác hợp lại với Thoát Hoan, Vương trấn thủ phương Nam của Nguyên.
Năm Chí Nguyên thứ 23 (1286), tháng Hai, Nguyên Thế Tổ bổ nhiệm đô nguyên soái Ô Mã Nhi cùng các tướng khác là Y Lý Mê Thất, A Lý, Táng Thuận, và Phàn Tập vào An Nam hành trung thư tỉnh để phụ trách việc chính trị.
Năm Chí Nguyên thứ 24 (1287), tháng Giêng, nhà Nguyên mở đợt tấn công Đại Việt lần thứ ba, lập hành Thượng thư tỉnh ở vùng Giao Chỉ, cử Âu Lỗ Xích làm Bình chương chính sự, Ô Mã Nhi và Phàn Tập làm Tham tri chính sự, cùng chịu quyền chỉ huy của Thoát Hoan. Đến tháng Mười Một, Ô Mã Nhi, Phàn Tập, Trình Bằng Phi dẫn quân Nguyên tấn công tiến vào miền Bắc Việt Nam, liên tục giành thắng lợi.
Năm Chí Nguyên thứ 25 (1288), tháng Giêng, Trần Nhật Duật một lần nữa rút lui ra biển, Thoát Hoan cử quân truy đuổi nhưng không bắt được nên quay lại Thăng Long, cử Ô Mã Nhi dẫn thủy quân đón tàu lương của Trương Văn Hổ. Tháng Hai, do chưa đón được tàu lương, các tướng lo rằng thiếu lương thực sẽ khiến quân đội suy yếu nên kiến nghị rút quân về. Thoát Hoan đồng ý, lệnh cho Ô Mã Nhi và Phàn Tập rút thủy quân, Trình Bằng Phi, Tháp Xuất hộ tống. Khi Ô Mã Nhi rút qua sông Bạch Đằng, quân Nguyên bị phục kích bởi quân An Nam, toàn quân bị tiêu diệt, Ô Mã Nhi bị tướng Đỗ Hành bắt sống và được Thượng hoàng Trần Nhân Tông đưa về dâng lên miếu của Trần Thái Tông.

## Cái chết

### Sự thật với chính sử
Khi Ô Mã Nhi và nhiều tướng sĩ quân Nguyên bị danh tướng Vũ Nạp bắt trong trận Bạch Đằng, các binh tướng khác đều được phóng thích về nước khi nhà Trần xin hòa và triều cống nhà Nguyên để tránh nạn binh đao. Tuy nhiên vua nhà Trần rất căm giận Ô Mã Nhi đã giết rất nhiều người và đã phá hoại lăng tẩm của tổ tiên nhà Trần (Trần Thái Tông), có thể một phần vì Ô Mã Nhi đã quen chinh chiến ở Đại Việt, thuộc đường đất, nên vua Trần Nhân Tông bàn với Trần Hưng Đạo tìm cách giết Ô Mã Nhi để trả thù, và cũng là để phòng hậu họa. Trần Hưng Đạo cho thuyền lớn, sai Hoàng Tá Thốn đưa Ô Mã Nhi về nước, rồi cho người giỏi bơi lặn sung vào phu thuyền. Ra đến ngoài biển, lừa lúc ban đêm, những phu thuyền cùng Yết Kiêu đục thủng đáy thuyền, vì vậy Ô Mã Nhi bị chết đuối.

### Hiểu lầm
Một quan niệm sai lầm phổ biến cho rằng Ô Mã Nhi đã bị giết chết trên sông Bạch Đằng vì trong Bình Ngô đại cáo có câu:
"Cửa Hàm Tử bắt sống Toa Đô.
Sông Bạch Đằng giết tươi Ô Mã ".
Điều này là một sự nhầm lẫn, tuy nhiên do Bình Ngô đại cáo là một áng thiên cổ hùng văn nên những tiểu tiết này thường được bỏ qua.